# Kwacha malawià
El kwacha malawià (en anglès Malawi Kwacha) és la unitat monetària de Malawi. El codi ISO 4217 és MWK i l'abreviació és MK. Se subdivideix en 100 tambala, que significa gallet en nyanja; el nom del kwacha, d'altra banda, prové del bemba i significa «alba, aurora».
El kwacha es va introduir el 1971 en substitució de la lliura malawiana a raó de 2 kwacha per lliura.
Emès pel Banc de Reserva de Malawi (Reserve Bank of Malawi), en circulen bitllets de 500, 200, 100, 50, 20, 10 i 5 kwacha, i monedes de 10, 5 i 1 kwacha i, més rarament, de 50, 20, 10, 5, 2 i 1 tambala.

## Bitllets de banc
El 1971, es van introduir bitllets datats a l'any 1964 en denominacions de 50 tambala, 1, 2 i 10 kwacha. Els bitllets de 5 kwacha es van introduir el 1973 quan es va suspendre el bitllet de 2 kwacha. El 1983 es van introduir bitllets de 20 kwacha. 50 bitllets de tambala es van emetre per última vegada el 1986, i els últims 1 kwacha es van imprimir el 1992. El 1993 es van introduir bitllets de 50 kwacha, seguits de 100 kwacha el 1993, 200 kwacha el 1995, 500 kwacha el 2001 i 2000 kwacha el novembre de 2016 per pal·liar l'escassetat desesperada d'efectiu.
A partir de 2008, les denominacions de bitllets següents estan en circulació:
| Sèrie 1997 | Sèrie 1997 | Sèrie 1997  | Sèrie 1997      | Sèrie 1997     | Sèrie 1997                                | Sèrie 1997                   |
| Imatge     | Valor      | Dimensions  | Color principal | Descripció     | Descripció                                | Data de la primera impressió |
| Imatge     | Valor      | Dimensions  | Color principal | Anvers         | Revés                                     | Data de la primera impressió |
| ---------- | ---------- | ----------- | --------------- | -------------- | ----------------------------------------- | ---------------------------- |
|            | K5         | 126 × 63 mm | Verd            | Joan Chilembwe | Veïns del poble fent puré de gra          | 1 de juliol de 1997          |
|            | K10        | 132 × 66 mm | Marró           | Joan Chilembwe | Nens a l'escola "bush".                   | 1 de juliol de 1997          |
|            | K20        | 138 × 69 mm | Porpra          | Joan Chilembwe | Treballadors collint fulles de te         | 1 de juliol de 1997          |
|            | K50        | 144 × 72 mm | Blau            | Joan Chilembwe | Arc de la Independència a Blantyre        | 1 de juliol de 1997          |
|            | K100       | 150 × 75 mm | Vermell         | Joan Chilembwe | Capital Hill a Lilongwe                   | 1 de juliol de 1997          |
|            | K200       | 156 × 78 mm | Blau            | Joan Chilembwe | Edifici del Banc de la Reserva a Lilongwe | 1 de juliol de 1997          |
|            | K500       | 162 × 81 mm | Multicolor      | Joan Chilembwe | Edifici del Reserve Bank a Blantyre       | 1 de desembre de 2001        |

Segons un article del Nyasa Times del 9 de març de 2012, en els propers sis mesos el Reserve Bank of Malawi introduiria una sèrie de bitllets completament nova, inclòs un bitllet de 1.000 kwacha, el doble de la denominació més gran que hi havia en aquell moment en circulació. Els bitllets van ser anunciades a Biantyre el 8 de març pel governador Dr. Perks Ligoya. Els nous bitllets tindrien una mida molt més petita que les actuals, que van servir com a mesura de reducció de costos. El nou bitllet de 1.000 kwacha anava a ser imprès per De La Rue.
El 23 de maig de 2012, el Nyasa Times va informar que el Reserve Bank of Malawi va introduir el nou bitllet de 1.000 kwacha en circulació juntament amb els nous bitllets proposats. El nou bitllet de 1.000 kwacha estava valorat en uns 4 dòlars EUA. El nou kwacha tenia la cara del primer president Kamuzu Banda a la part davantera i la part posterior porta una representació de les sitges de blat de moro Mzuzu.
S'ha trobat que el nou bitllet de 20 kwacha conté un error. Al dors de la nota hi ha un edifici identificat com el Col·legi de Formació de Professors de Domasi (ara conegut com el Col·legi d'Educació de Domasi). No obstant això, s'informa que l'edifici és, de fet, l'Escola de Formació de Professors de Machinga.
El Reserve Bank of Malawi revisarà la seva nova família de bitllets perquè siguin més "amics a cecs". Segons la Unió de Cecs de Malawi, els bitllets actuals han aixecat punts per ajudar en el reconeixement de les denominacions, però els punts són massa petits per ser útils.
| 2012 Series | 2012 Series | 2012 Series | 2012 Series       | 2012 Series | 2012 Series | 2012 Series                |
| Imatge      | Valor       | Dimensions  | Color principal   | Descripció | Descripció | Data de la primera emissió |
| Imatge      | Valor       | Dimensions  | Color principal   | Anvers | Revers | Data de la primera emissió |
| ----------- | ----------- | ----------- | ----------------- | --- | --- | -------------------------- |
|             | K20         | 128 × 64 mm | Lila              | Seu central del Reserve Bank of Malawi a Lilongwe; Inkosi ya Makhosi M’mbelwa II (Lazalo Mkhuzo Jere) | Edifici del Domasi Teachers Training College i arbre; munt de llibres i tauler de birret                              | 23 May 2012                |
|             | K50         | 128 × 64 mm | Blau fluix i verd | Edifici de la seu del Reserve Bank of Malawi a Lilongwe; Inkosi Ya Makhosi Gomani II (Philip Zitonga Maseko) | Elefants, arbre i vehicle de safari al Parc Nacional de Kasungu                                                       | 23 May 2012                |
|             | K100        | 128 × 64 mm | Vermell           | Seu central del Banc Central de Malawi a Lilongwe; James Frederick Sangala | Col·legi de Medicina a Blantyre; estetoscopi                                                                          | 23 May 2012                |
|             | K200        | 132 × 66 mm | Blau i violeta    | Edifici de la seu del Reserve Bank of Malawi a Lilongwe; Rose Lomathinda Chibambo | Nou edifici del Parlament a Lilongwe                                                                                  | 23 May 2012                |
|             | K500        | 132 × 66 mm | Marró i taronja   | Edifici de la seu del Reserve Bank of Malawi a Lilongwe; Reverend John Chilembwe Presa de Mulunguzi a Zomba; espiga d'aigua; silueta d'una dona que porta contenidor al cap i d'un home que porta una aixada a l'espatlla | | 23 May 2012                |
|             | K1000       | 132 × 66 mm | Verd              | Edifici de la seu del Reserve Bank of Malawi a Lilongwe; Dr. Hastings Kamuzu Banda | Sitges de blat de moro Mzuzu; tija de blat de moro (blat de moro); silueta de dues persones fent puré de blat de moro | 23 May 2012                |
|             | K2000       |             | Groc              | Reverend John Chilembwe; esquema de Malawi | Universitat de Ciència i Tecnologia de Malawi, districte de Thyolo                                                    | 1 de juny de 2016          |

| Sèrie 2022 | Sèrie 2022 | Sèrie 2022  | Sèrie 2022      | Sèrie 2022                                     | Sèrie 2022                                           | Sèrie 2022                 |
| Imatge     | Valor      | Dimensions  | Color principal | Descripció                                     | Descripció                                           | Data de la primera emissió |
| Imatge     | Valor      | Dimensions  | Color principal | Anvers                                         | Revers                                               | Data de la primera emissió |
| ---------- | ---------- | ----------- | --------------- | ---------------------------------------------- | ---------------------------------------------------- | -------------------------- |
| [ 12 ]     | K2000      | 135 × 66 mm | taronja         | el reverend John Chilembwe ; esquema de Malawi | Jutjat d'instrucció de Blantyre                      | 24 de febrer de 2022       |
| [ 13 ]     | K5000      |             | Porpra          | Dr. Hastings Kamuzu Banda ; esquema de Malawi  | Oficina central del Reserve Bank of Malawi, Blantyre | 24 de febrer de 2022       |

## Taxes de canvi
El maig de 2022 va patir una devaluació de 25%, una conseqüència de la pandèmia de la Covid-19 i d'unes catàstrofes naturals que van tocar el país. El 2012 ja havia patit una devalució de 33%
- 1 Euro = 1089,25 MWK (6 gener de 2023)[15]
- 1 USD = 1023,81 MWK (6 gener de 2023)[16]